# جایزه ادلستام

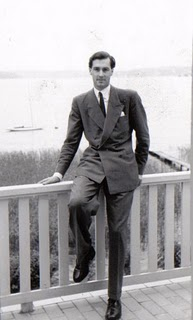
Harald Edelstam in 1946.

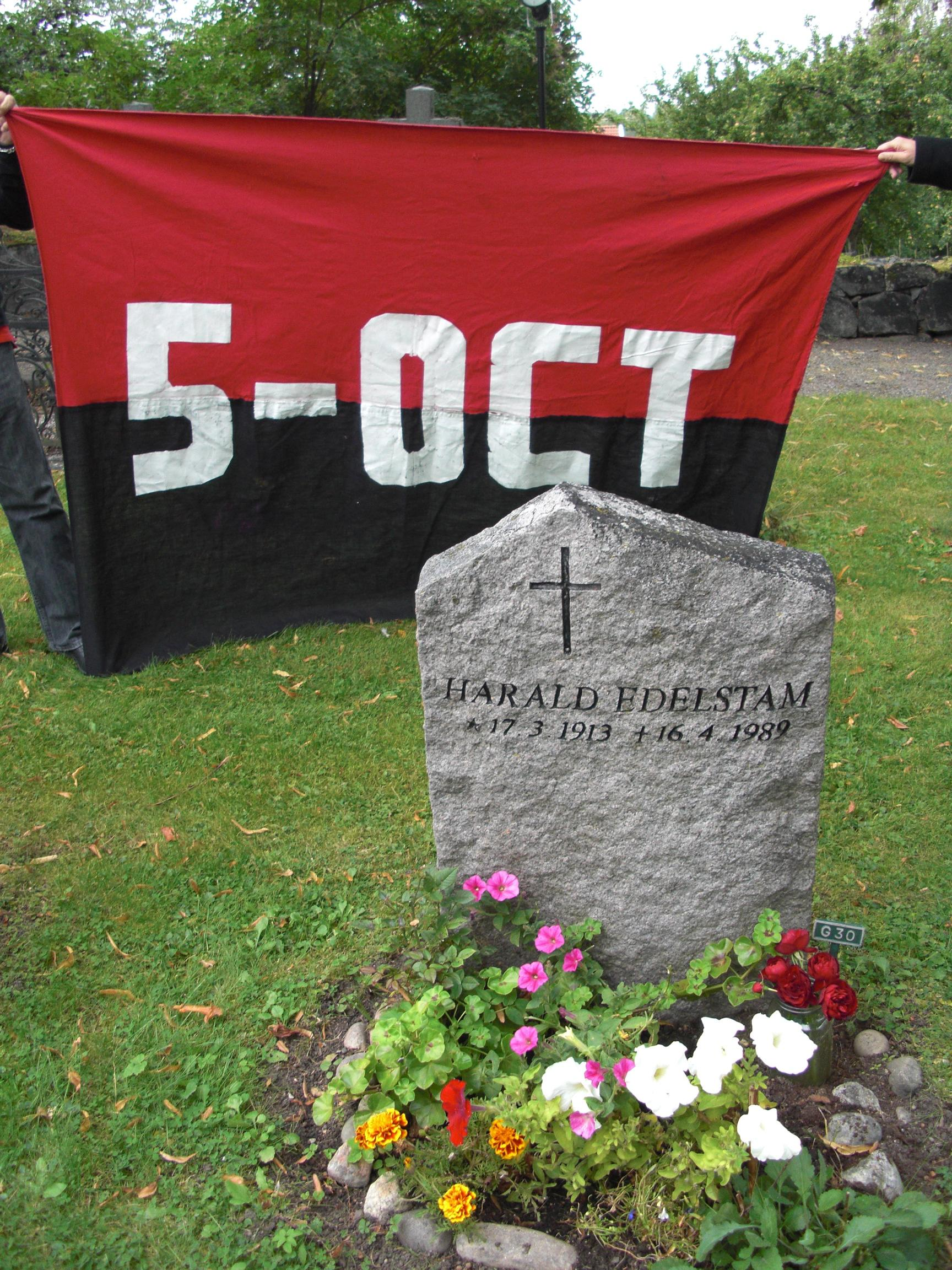
The grave of Harald Edelstam, September 11 2010, at Eckerö church close to استکهلم. The celebration of him helping the Chilean and others to escape during the 1973 military coup.

جایزه ادلستام یک جایزه معتبر بین‌المللی است که از سوی بنیاد هارالد ادلستام در سوئد اعطا می‌شود.
این جایزه به کسانی تعلق می‌گیرد که شجاعت و فعالیت برجسته‌ای را در دفاع از حقوق بشر از خود نشان داده‌اند.
در معرفی این جایزه بیانیه خاطرنشان ساخته که جایزه ادلستام به یاد و خاطره هارالد ادلستام (Harald Edelstam)، دیپلمات و سفیر سوئدی (۱۹۸۹–۱۹۱۳) نام‌گذاری شده‌است.
هارالد ادلستام با نشان دادن قابلیت حرفه‌ای و شجاعت مدنی خویش در راستای مبارزات حقوق بشری خود را به‌عنوان دیپلمات معرفی کرده‌است.
وی یکی از پایه‌گذاران و نمادهای نخستین اقدامی بوده‌است که امروزه به‌عنوان «مسئولیت در قبال حمایت از دیگران» نامیده می‌شود و سهم عمده‌ای در نجات جان بیش از هزار نفر داشته‌است.
برنده جایزه ادلستام می‌تواند به شخص خصوصی یا وابسته به سازمان دولتی ملی یا بین‌المللی تعلق گیرد.
در بیانیه همچنین آمده‌است برنده می‌تواند هر فردی چون هارالد ادلستام باشد که در کشور یا کشورهایی که حقوق بشر نقض می‌شود وارد عمل شده‌است.
نامزد دریافت این جایزه فردی است که توانایی‌های قابلی در ارزیابی و مدیریت موقعیت‌های پیچیده دارد و راه حل‌هایی نامرسوم اما کاربردی را در راستای حمایت از حقوق بشر می‌یابد.
بیانیه می‌افزاید شجاعت مدنی نقش محوری در انتخاب کاندیدای مزبور دارد.
بهاره هدایت در سال ۲۰۱۲ برنده این جایزه شد.